# Comuna Oriental (Neiva)
Denominada Comuna Oriental o cinco de la ciudad de Neiva. La Comuna 5 está localizada en el centro oriente del área urbana haciendo parte de la zona alta o por encima de la cota de los 500 m s. n. m., entre las cuencas de la Quebrada La Toma hasta su nacimiento en el reservorio El Curíbano y el Río Las Ceibas a la altura de la Carrera 26. Limita al norte con la Comuna 2 y el corregimiento de Fortalecillas; al oriente con la Comuna 10; al sur con la Comuna 7; y al occidente con las Comunas 4 y 3. La Comuna 5 hace parte de la UPZ La Toma.

## Límites
Partiendo de la intersección de la carrera 16 con el Río Las Ceibas a la altura del puente del Batallón Tenerife, se sigue aguas arriba por el Río Las Ceibas hasta el eje de proyección de la Carrera 26, se sigue por esta en sentido sur hasta encontrar la Quebrada Avichente, se sigue por esta quebrada aguas arriba hasta la carrera 45 de la Urbanización La Rioja, de ahí se continúa en sentido sur por la carrera 45 hasta encontrar el eje de la calle 19 vía a las Palmas y por ésta se sigue en sentido Oriental hasta la carrera 49 del Barrio Víctor Félix Díaz I etapa, por ésta se sigue en sentido sur hasta la calle 16, lindero posterior de este barrio, de ahí se continúa en sentido oriental hasta la carrera 52, por esta se sigue en sentido sur hasta el punto del nacedero la Toma (Lago existente), de ahí se continúa aguas abajo hasta la intersección de la carrera 24, de ahí se sigue por esta carrera en sentido sur hasta encontrar la calle 8, se sigue por ésta en sentido occidental hasta la carrera 19, se sigue por ésta en sentido sur hasta la calle 7, de ahí se sigue en sentido occidental hasta encontrar la carrera 16, luego por esta carrera en sentido norte hasta el Río Las Ceibas a la altura del puente Batallón Tenerife punto de partida de esta comuna.

## Barrios

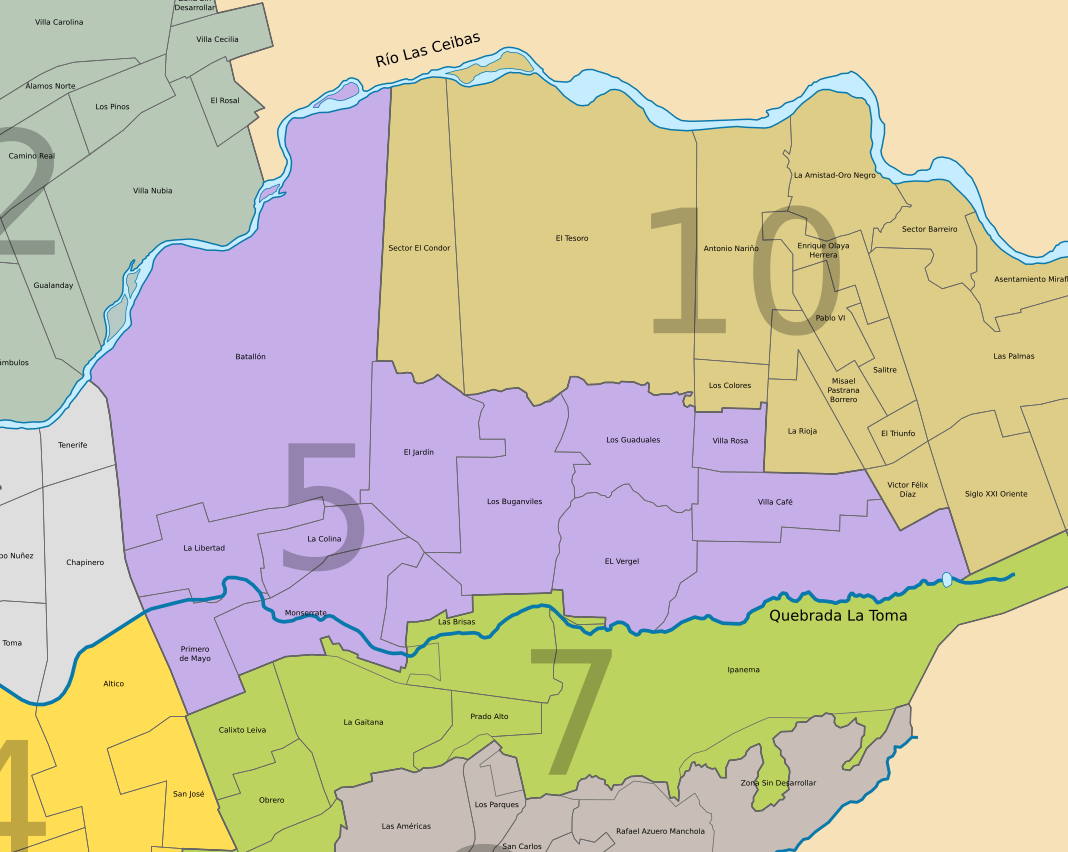
Comuna Oriental, división barrial.

La comuna 5 oriental se divide en 11 barrios:
| Barrio          | Sectores y/o Urbanizaciones            |
| --------------- | -------------------------------------- |
| Buganviles      | Los Buganviles                         |
| Buganviles      | La Orquídea                            |
| Buganviles      | Las Catleyas                           |
| El Jardín       | El Jardín                              |
| El Jardín       | Brisas de Avichente                    |
| El Vergel       | El Vergel                              |
| El Vergel       | Altos de Tívoli                        |
| La Colina       | La Colina                              |
| La Colina       | Kennedy                                |
| La Colina       | El Jordán                              |
| La Libertad     | La Libertad                            |
| Los Guaduales   | Los Guaduales                          |
| Los Guaduales   | Conjunto Residencial Altos de Mallorca |
| Los Guaduales   | El Canelo                              |
| Los Guaduales   | La Arboleda                            |
| Monserrate      | Monserrate                             |
| Monserrate      | Loma de la Cruz                        |
| Monserrate      | San Antonio                            |
| Primero de Mayo | Primero de Mayo                        |
| Siete de Agosto | Siete de Agosto                        |
| Siete de Agosto | Veinte de Julio                        |
| Siete de Agosto | El Faro Veinte de Julio                |
| Villa Café      | Villa Café                             |
| Villa Café      | Villa Regina                           |
| Villa Café      | Alta Vista                             |
| Villa Café      | Conjunto Cerrado Alto Llano            |
| Villa Rosa      | Villa Rosa                             |